# Somatidia testacea
Somatidia testacea là một loài bọ cánh cứng trong họ Cerambycidae.